# Radclyffe Hall

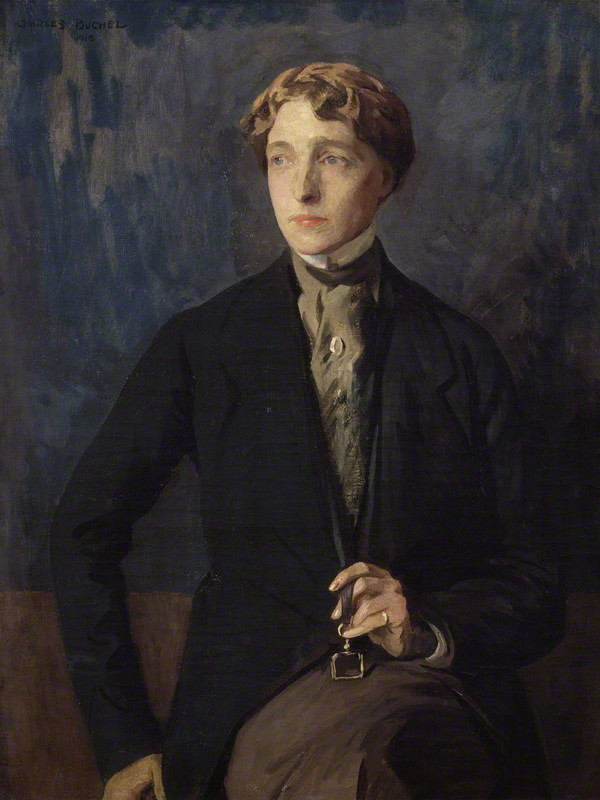
Radclyffe Hall, Gemälde von Charles Buchel (1918)

Radclyffe Hall (eigentlich Marguerite Antonia Radclyffe-Hall, * 12. August 1880 in Bournemouth, Dorset; † 7. Oktober 1943 in Dolphin Square, Pimlico, London) war eine britische Dichterin und Schriftstellerin. Sie schrieb unter anderem acht Romane, darunter den bekannten, von der lesbischen Stephen Gordon handelnden, Roman The Well of Loneliness.

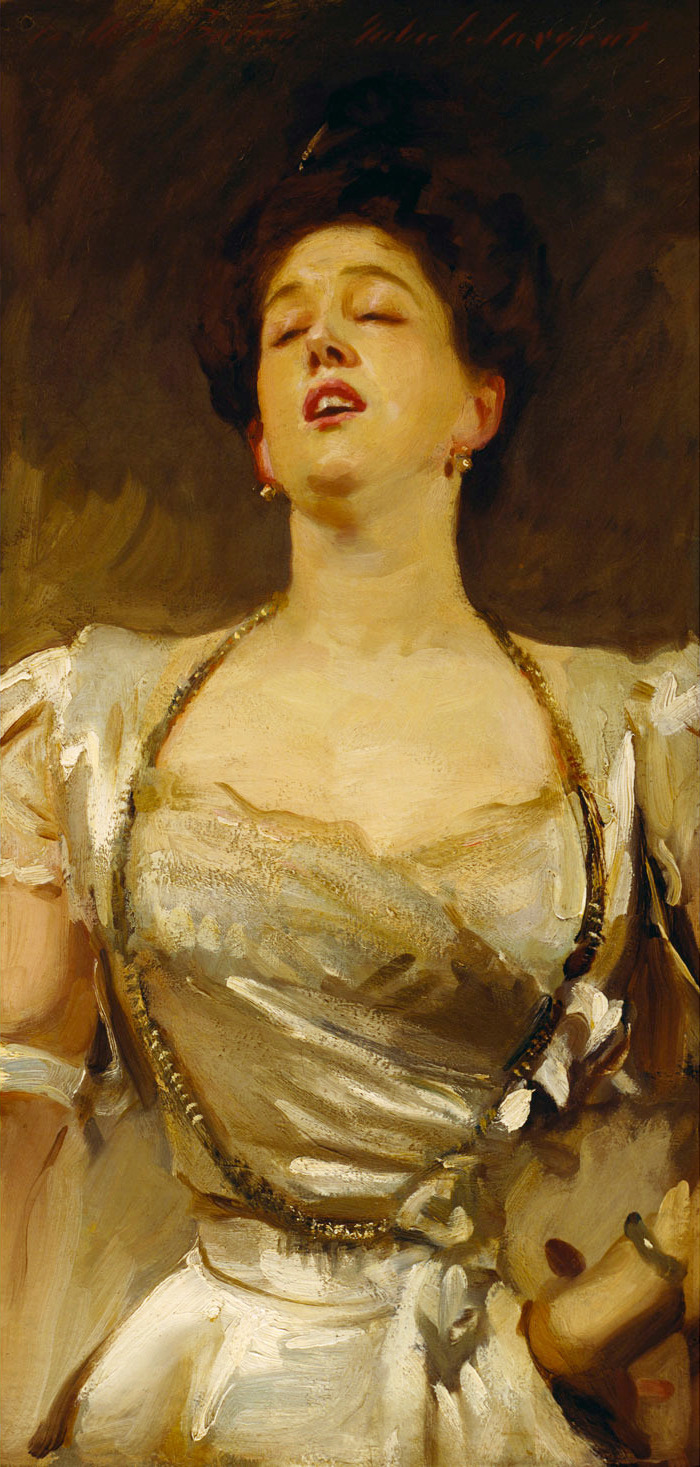
Mabel Batten singt, während John Singer Sargent ein Porträt von ihr malt, um 1897.

## Leben
Radclyffe Hall wurde in Bournemouth (Dorset) als zweite Tochter von Radclyffe Radclyffe-Hall (1846–1898) und dessen amerikanischer Ehefrau Mary Jane Sager (geb. Diehl) (1854–1945) geboren. Da ihre Schwester bereits als Kleinkind starb, wuchs sie als Einzelkind auf. Sie besuchte das King’s College London und zog danach nach Deutschland.
1907 lernte sie in Bad Homburg vor der Höhe die Sängerin Mabel Batten kennen. Batten und Radclyffe Hall verliebten sich ineinander, und nach dem Tod von Battens Ehemann zogen Radclyffe Hall und Batten zusammen. Batten gab Radclyffe Hall den Kosenamen John, den sie für den Rest ihres Lebens verwendete. 1915 verliebte sich Radclyffe Hall in Una Troubridge (1887–1963), eine Cousine von Batten, die mit ihrem Ehemann, dem Admiral Ernest Troubridge, eine gemeinsame Tochter hatte. Als Mabel Batten 1916 verstarb, lebten ab 1917 Radclyffe Hall und Una Troubridge zusammen. Die Beziehung hielt bis zum Tod von Radclyffe Hall im Jahre 1943. Während ihrer Beziehung hatte sie Liebesaffären mit der russischen Immigrantin Evguenia Souline und der Bluessängerin Ethel Waters.
Hall zog nach London und lebte in den 1930er Jahren mit Una Troubridge in der Kleinstadt Rye, East Sussex. 1930 erhielt sie die Gold Medal vom Eichelbergher Humane Award. Radclyffe Hall war Mitglied im Schriftstellerverband Pen Club, in der Organisation Council of the Society for Psychical Research und ein Mitglied in der Zoological Society of London.
Im Alter von 63 Jahren verstarb Radclyffe Hall an Krebs und wurde auf dem Highgate-Friedhof in London beerdigt.

## Romane
Radclyffe Halls erster Roman war The Unlit Lamp, die Geschichte von Joan Ogden, einem jungen Mädchen, das davon träumt, ein Haus in London mit ihrer Freundin Elizabeth zu bauen und Ärztin zu werden. Die Romanfigur Joan Ogden fühlt sich von ihrer intriganten Mutter gefangen, von der sie emotional abhängig ist. Ihr zweiter Roman, The Forge, war eine Gesellschaftskomödie. Der Roman schaffte es in die Liste von John O'London's Weekly.
Es folgte ein weiterer Roman, A Saturday Life, im Jahre 1925 und dann der Roman Adam's Breed im Jahre 1926. Dieser Roman beschreibt einen italienischen Oberkellner, der mit seinem Beruf unzufrieden ist, seine Bindungen aufgibt und als Eremit im Wald lebt. Die mystischen Themen in diesem Roman wurden mit dem Roman Siddhartha von Hermann Hesse verglichen. Der Roman verkaufte sich sehr gut, wurde literaturkritisch in England gelobt und gewann sowohl den Prix Femina als auch den James Tait Black Memorial Prize. Diese zweifache literarische Ehrung hatte zuvor nur der Roman A Passage to India von Edward Morgan Forster geschafft.
Im Anschluss an Adam's Breed schrieb Radclyffe Hall ihren bekanntesten Roman The Well of Loneliness, der 1928 publiziert wurde. Der Roman handelt von der Romanfigur Stephen Gordon, einer maskulinen Lesbe. Der Roman schaffte es, in seiner Zeit in London lesbische Liebe in natürlicher Wahrheit zu präsentieren und vergrößerte die gesellschaftliche Toleranz in England. Obgleich The Well of Loneliness nicht explizit sexuelle Inhalte hat, war der Roman Gegenstand einer Gerichtsverhandlung wegen „Obszönität“. Das Urteil ordnete die Vernichtung sämtlicher Exemplare des Romans an. In den Vereinigten Staaten von Amerika durfte der Roman erst nach einem langen Gerichtsverfahren erscheinen. Gegenwärtig wird der Roman von Virago Press im Vereinigten Königreich und von Anchor Press in den Vereinigten Staaten von Amerika publiziert.
Während der gerichtlichen und gesellschaftlichen Kontroversen um ihr Buch The Well of Loneliness erschien eine anonyme Parodie mit dem Titel The Sink of Solitude. Hauptziel der Parodie waren James Douglas, der eine Zensur des Romans gefordert hatte, und der Innenminister William Joynson-Hicks, der den Gerichtsprozess angestrebt hatte. Aber auch Radclyffe Hall selbst und ihr Buch wurden darin angegriffen: Eine der Illustrationen zeigte Radclyffe Hall an ein Kreuz genagelt. Diese Angriffe verängstigten sie, führten aber zu ihrem Entschluss, den nächsten Roman über ein religiöses Thema zu schreiben. Der Roman hatte den Titel The Master of the House.
Der anfängliche Verkauf des Buches war enorm, und der Roman schaffte es auf Platz 1 der Bestsellerliste des Observer. Aber der Roman erhielt schlechte Kritiken in verschiedenen bedeutenden Zeitschriften, und der weitere Verkauf des Romans ließ nach. In den USA behandelten ihn die Literaturkritiker freundlicher, aber kurz nach der US-amerikanischen Publikation waren aufgrund der Insolvenz des Verlags keine Exemplare des Romans mehr zu erhalten. Die US-amerikanischen Rechte des Romans wurden an Hoghton Mifflin verkauft, aber zwischenzeitlich, mit dem Verstreichen der Zeit bis zum erneuten Druck, war der erfolgversprechende Zeitpunkt des Verkaufs verloren.
Am 26. September 1997 wurde Radclyffe Hall auf Platz 16 der Top 500 LGBT-Helden von der Zeitung The Pink Paper in ihrer 500. Ausgabe gekürt.

## Werke

### Romane
- The Forge (1924)
- The Unlit Lamp (1924)
- A Saturday Life (1925)
- Adam's Breed (1926)
- The Well of Loneliness (1928)
- The Master of the House (1932)
- Miss Ogilvy Finds Herself (1934)
- The Sixth Beatitude (William Heineman Ltd., London, 1936)

### Gedichte
- The Forgotten Island (London: Chapman & Hall, 1915)
- Dedicated to Sir Arthur Sullivan (England: s.n., 1894)
- A Sheaf Of Verses: Poems (London: J. And E. Bumpus, 1908)
- Twixt Earth And Stars (London: John And Edward Bumpus Ltd., 1906)
- Poems Of The Past & Present (London: Chapman And Hall, 1910)
- Songs Of Three Counties And Other Poems (London: Chapman & Hall, Ltd. 1913)
- Rhymes and Rhythms (Mailand, 1948)